# Cakul
Cakul is een bestuurslaag in het regentschap Trenggalek van de provincie Oost-Java, Indonesië. Cakul telt 7911 inwoners (volkstelling 2010).